# Walter E. H. Cockle
Walter Eric Harold Cockle (* 2. Dezember 1939 in Hendon, Middlesex; † 6. Dezember 2018) war ein britischer Papyrologe.
Cockle wurde 1974 bei Eric Gardner Turner und Giuseppe Giangrande mit einer papyrologischen Dissertation zur teilweise verlorenen Tragödie Hypsipyle des Euripides am University College London promoviert. Von 1964 bis 2002 war er ebenda Research Fellow in griechischer und lateinischer Papyrologie. 1987 wurde er als Fellow in die Society of Antiquaries of London aufgenommen. Von 1987 bis 1993 nahm er an sieben Ausgrabungsunternehmungen am Mons Claudianus, einem römischen Steinbruch in Ägypten, teil. Cockle wurde auf dem Kirchhof in Latimer, Buckinghamshire, beigesetzt.
In seiner Dissertation untersuchte Cockle erneut die Fragmente der Hypsipyle des Euripides, die 1908 erstmals als P. Oxy. VI 825 ediert worden waren. Danach erarbeitete Cockle im Wesentlichen die Edition einer großen Zahl weiterer Oxyrhynchus-Papyri, insbesondere solcher des Neuen Testaments. Aus seiner papyrologischen Arbeit gingen zahlreiche Beiträge zur dritten Auflage des Oxford Classical Dictionary hervor.

## Schriften (Auswahl)
- A New Greek Glossary on Papyrus from Oxyrhynchus. In: Bulletin of the Institute of Classical Studies 28, 1981, S. 123–141, JSTOR.
- Restoring and Conserving Papyri. In: Bulletin of the Institute of Classical Studies 30, 1983, S. 147–165, JSTOR.
- State Archives in Graeco-Roman Egypt from 30 BC to the Reign of Septimius Severus. In: The Journal of Egyptian Archaeology 70, 1984, S. 106–122.
- (Hrsg.): Euripides, Hypsipyle. Text and Annotation based on a Re-examination of the Papyri. Edizioni dell’Ateneo, Rom 1987.
- mit H. M. Cotton und F. G. B. Millar: The Papyrology of the Roman near East: A survey. In: Journal of Roman Studies 85, 1995, S. 214–235, JSTOR.
- Einträge zu: Antinoopolis, Coptus, Elephantine, Fayum, Hermopolis Magna, Leucos Limen, den Colossi of Memnon, Mons Claudianus, Myos Hormos, dem Nile, Oasis, Ostraca, Oxyrhynchus, Ptolemais Hermiou, Ptolemais Theron und Syene, in: Simon Hornblower, Antony Spawforth (Hrsg.), The Oxford Classical Dictionary. Third edition. Oxford University Press, Oxford 1996, ISBN 0-19-866172-X